# Wowczkiw (rejon boryspolski)
Wowczkiw (ukr. Вовчків) – wieś na Ukrainie, w obwodzie kijowskim, w rejonie boryspolskim, w hromadzie Perejasław. W 2017 liczyła 589 mieszkańców. 